# Johann Christoph Wenthe
Johann Christoph Wenthe (* 16. November 1811 in Hessisch Oldendorf; † 15. Dezember 1873 in Antendorf im Landkreis Schaumburg) war ein deutscher Landwirt und Mitglied der kurhessischen Ständeversammlung.

## Leben
Johann Christoph Wenthe war in Antendorf als Landwirt und Branntweinbrenner tätig, als er 1831 für die schaumburgischen Bauern ein Mandat für die  kurhessische Ständeversammlung erhielt. Er blieb bis 1832 in dem Parlament, das nach den Unruhen im Jahre 1830 gebildet wurde und bis 1866 Bestand hatte, als das Land Hessen durch Preußen annektiert wurde.